# Jelena Wlk
Jelena Wlk (* 16. April 1993 in Kirchheim unter Teck) ist eine deutsche Volleyball- und Beachvolleyballspielerin.

## Karriere Halle
Wlk spielte zunächst Tennis. Im Sommer 2004 entdeckte sie ihr Interesse am Volleyball und begann ihre Karriere beim TSV Schlierbach. Später wechselte sie zum TSV Georgii Allianz Stuttgart, der nach einer Fusion zum VC Stuttgart wurde. 2009 kam die Außenangreiferin erstmals in der Bundesliga-Mannschaft der Stuttgarter zum Einsatz. 2010 ging die Junioren-Nationalspielerin zum Nachwuchsteam VC Olympia Berlin, mit dem sie ebenfalls in der Bundesliga spielte. 2012 ging sie zurück nach Stuttgart und spielte zunächst in der Zweiten Bundesliga in der zweiten Mannschaft von Allianz MTV Stuttgart. Von 2014 bis 2016 gehörte sie zum Stammkader der ersten Mannschaft von Allianz MTV Stuttgart, mit der sie am 1. März 2015 deutsche Pokalsiegerin in Halle/Westfalen wurde. Dabei wurde sie zur besten Spielerin der Partie gewählt. Nach zwei deutschen Vizemeisterschaften 2015 und 2016 beendete Wlk ihre Profikarriere und spielte bis 2019 noch mit der zweiten Mannschaft in der 2. Bundesliga.

## Karriere Beach
Als Beachvolleyballerin gewann Wlk 2009 die deutschen Meisterschaften der U17 und U18. Im gleichen Jahr nahm sie mit Anika Krebs an der U18-Europameisterschaft in Espinho teil. 2011 kehrte sie nach einem Kreuzbandriss erfolgreich zurück und gewann mit Krebs die deutsche Meisterschaft der U19; außerdem erreichte sie das Finale der U20-Konkurrenz. Im gleichen Jahr spielte sie mit Sandra Ittlinger bei der U19-Weltmeisterschaft in Umag. Bei der U20-Europameisterschaft 2012 in Hartberg (Österreich) belegte sie mit Krebs den zweiten Platz. Im darauffolgenden Jahr belegte sie bei der U21-Weltmeisterschaft im kroatischen Umag den zweiten Platz und nahm am FIVB Challenger in Seoul sowie erstmals an den deutschen Meisterschaften in Timmendorfer Strand teil. Danach trennten sich die Wege von Jelena Wlk und Anika Krebs und sie spielte mit unterschiedlichen Partnern (unter anderem mit Katharina Culav, Anika Krebs und Sandra Ittlinger). 2014 spielte sie zusammen mit Natascha Niemczyk und belegte bei den deutschen Meisterschaften erneut Platz 13.